# Keppel Corporation
Keppel Corporation est un conglomérat singapourien.

## Histoire
En août 2021, Keppel annonce l'acquisition de Singapore Press Holdings pour 1,7 milliard de dollars américain. Dans le même temps, Singapore Press Holdings annonce scinder ses activités dans les médias, qui est déficitaire, dans une entité à but non lucratif. Offre qui est relevé à 2,8 milliards de dollars en novembre 2021.